# Akeji Sumiyoshi
Akeji Sumiyoshi est un calligraphe japonais, né à Uchino (Kyoto, Japon) en 1938 et mort en 2018.

## Biographie
Maître de sabre et de calligraphie, initié à la cérémonie du thé (chanoyu), Akeji Sumiyoshi et sa femme Asako vivaient dans un ermitage au nord de Kyoto, dans les montagnes de la vallée d'Himuro.
Il a inspiré le cinéaste Hayao Miyazaki, en ayant notamment redécouvert et mis au jour le terme médiéval "Mono no ké" ("l'esprit des choses"), titre de sa première exposition à Tokyo en 1970.

## Expositions en France
- Secrets de calligraphe, Aubenas, Château et Médiathèque Jean-Ferrat, 2014[3].
- Rachid Koraïchi, Maître Akeji, Hervé Desvaux, commissariat Didier Benesteau, A2Z Art Gallery, Paris, 19 nov.-10 déc. 2016.
- Maître Akeji, Biennale internationale Autun, Arts sacrés contemporains, Chapelle Maison Saint-Antoine, 2017[4].
- Force et Esprit, maître Akeji et photographies d’Hervé Desvaux, Créteil, Espace culturel cathédrale, 2018.

## Filmographie
- Akeji, le souffle de la montagne, de Mélanie Schaan et Corentin Leconte, France, 2018[5].